# Ajijic
Ajijic is een plaats aan het Chapalameer in de Mexicaanse staat Jalisco. De plaats heeft 10.509 inwoners (census 2010) en valt onder de gemeente Chapala.
De meeste inwoners van Ajijic zijn rijke Amerikanen en Canadezen, die de plaats verkiezen wegens de ligging aan het meer en het aangename klimaat. Ook is het een populaire bestemming voor inwoners van het nabijgelegen Guadalajara.

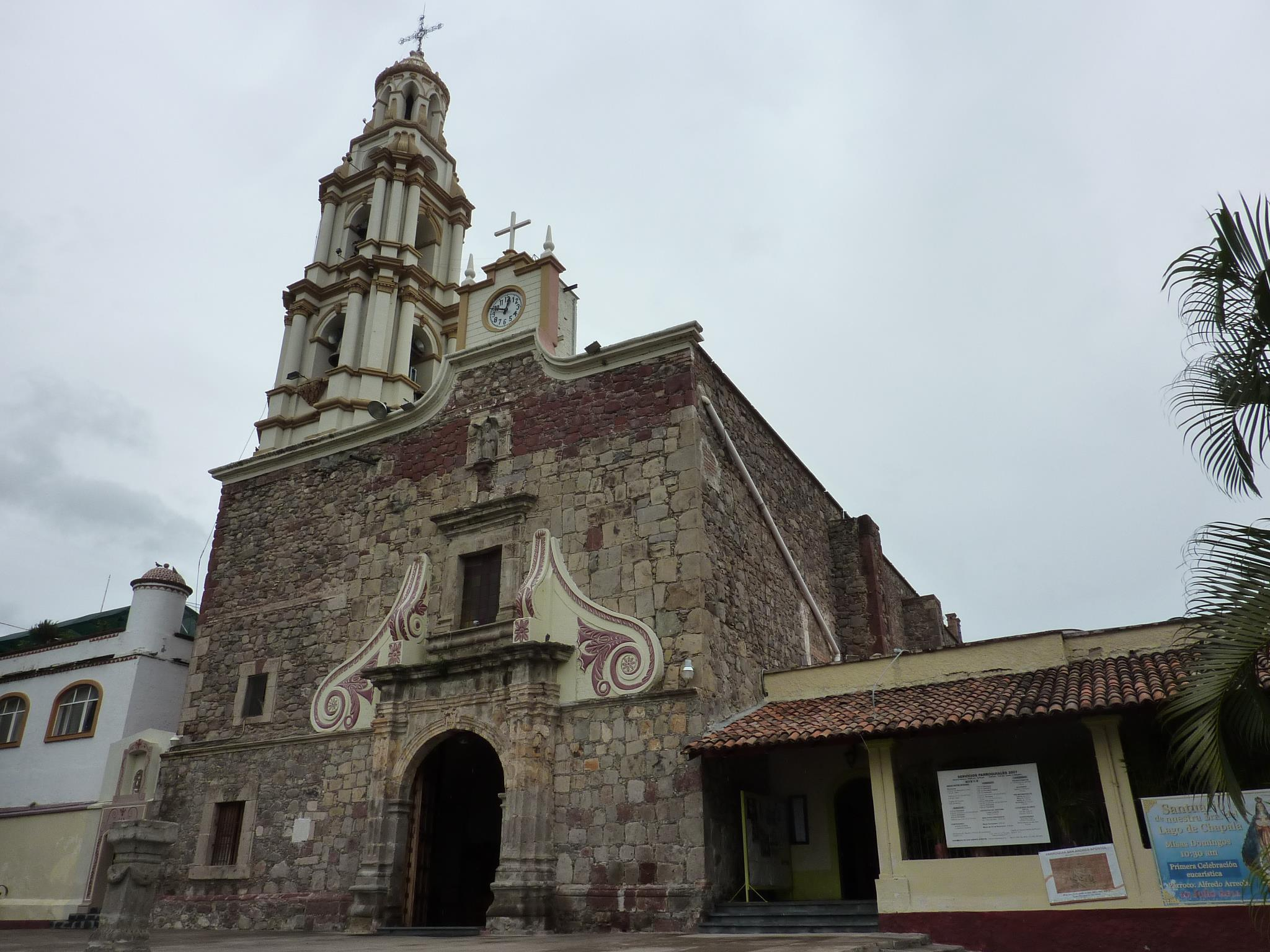
Kerk van Ajijic